# 神明神社 (堺市)
神明神社（しんめいじんじゃ）は、大阪府堺市堺区にある神社。

## 歴史
大和川の流れが変更され江戸時代は堺港はその土砂の堆積に悩まされ修築と浚渫の歴史を繰り返した。
天保年間堺港付近の海・河川の浚渫、架橋工事によって港が整備された。
1821年（文政4年）佐々木長門が宇迦之御魂神（稲荷）、住𠮷大神、金山彦大神を祀り旭神社とした。
その後新たに堺奉行水野若狭守の命により天照大御神、豊受大御神を主祭神として宇迦之御魂神、住𠮷大神、金山彦大神を摂社として旭神社改め神明神社とした。

## 御祭神
- 本殿
  - 天照大御神
  - 豊受大御神
  - 十四柱大神
- 摂社（豊彦稲荷神社）
  - 宇迦之御魂神
  - 二柱大神

## 年中行事
- 1月1日 - 歳旦祭
- 1月15日 - 左義長祭
- 4月1日 - 豊彦稲荷神社例大祭
- 6月30日 - 夏越大祓
- 9月17日 - 秋季例大祭
- 11月 - 七五三
- 12月31日 - 年越大祓、除夜祭[1]

## 社殿
- 1945年（昭和20年）7月10日、大空襲により全焼した後、1997年（平成9年）に再建[1]。
- 現在も天保4年銘、天保12年銘の石灯籠が残されているが[2]、これ以外にも表参道の入口左右に石灯籠が2基残されている。慶応4年（1868年）2月15日の日付があるが、同日付で起こった堺事件との関連は不明である。
- 社務所では、大浜公園内にある蘇鉄山の「蘇鉄山登山認定証」を発行している。

## ギャラリー

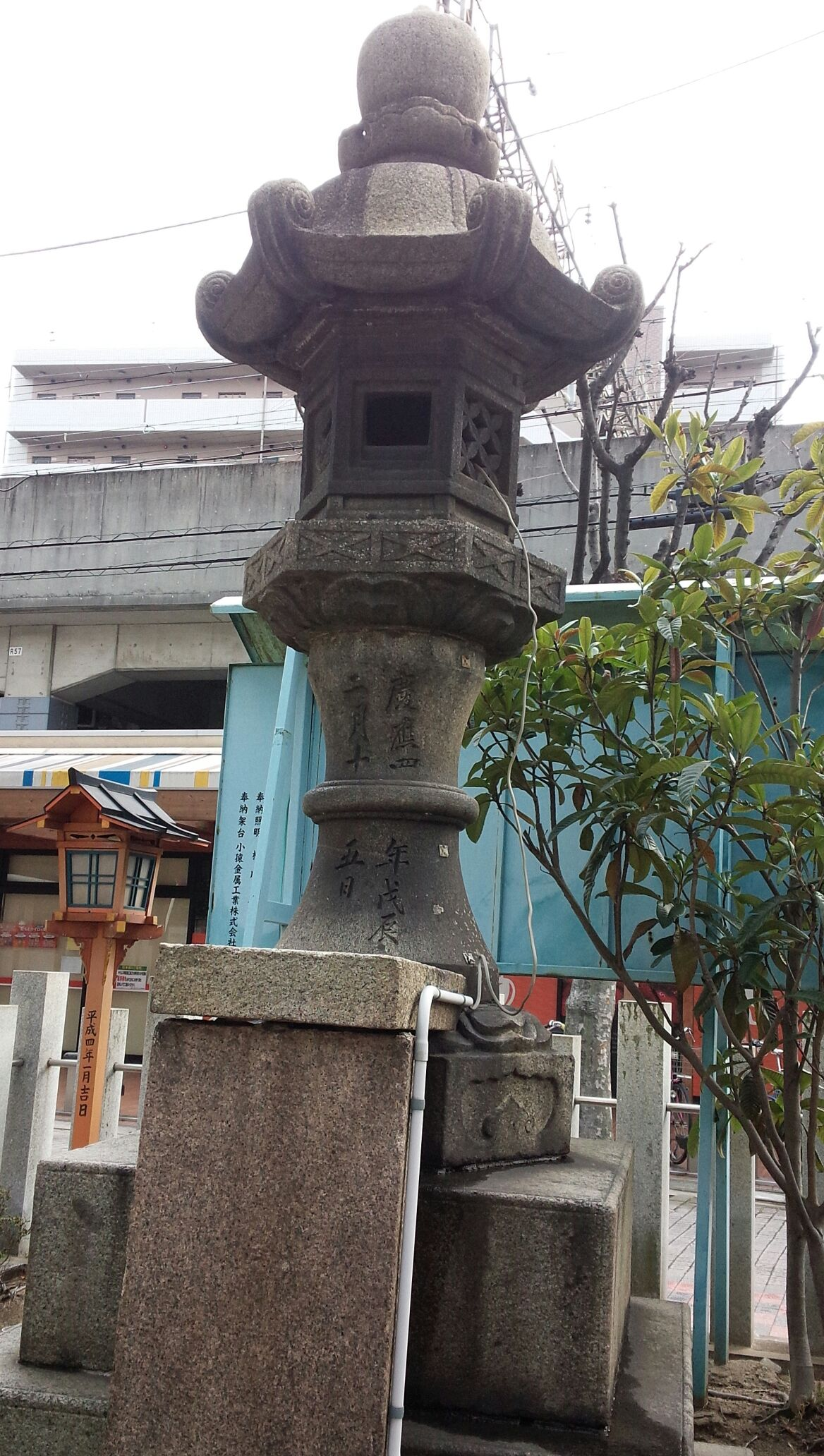
灯籠（堺事件と同じ日付）
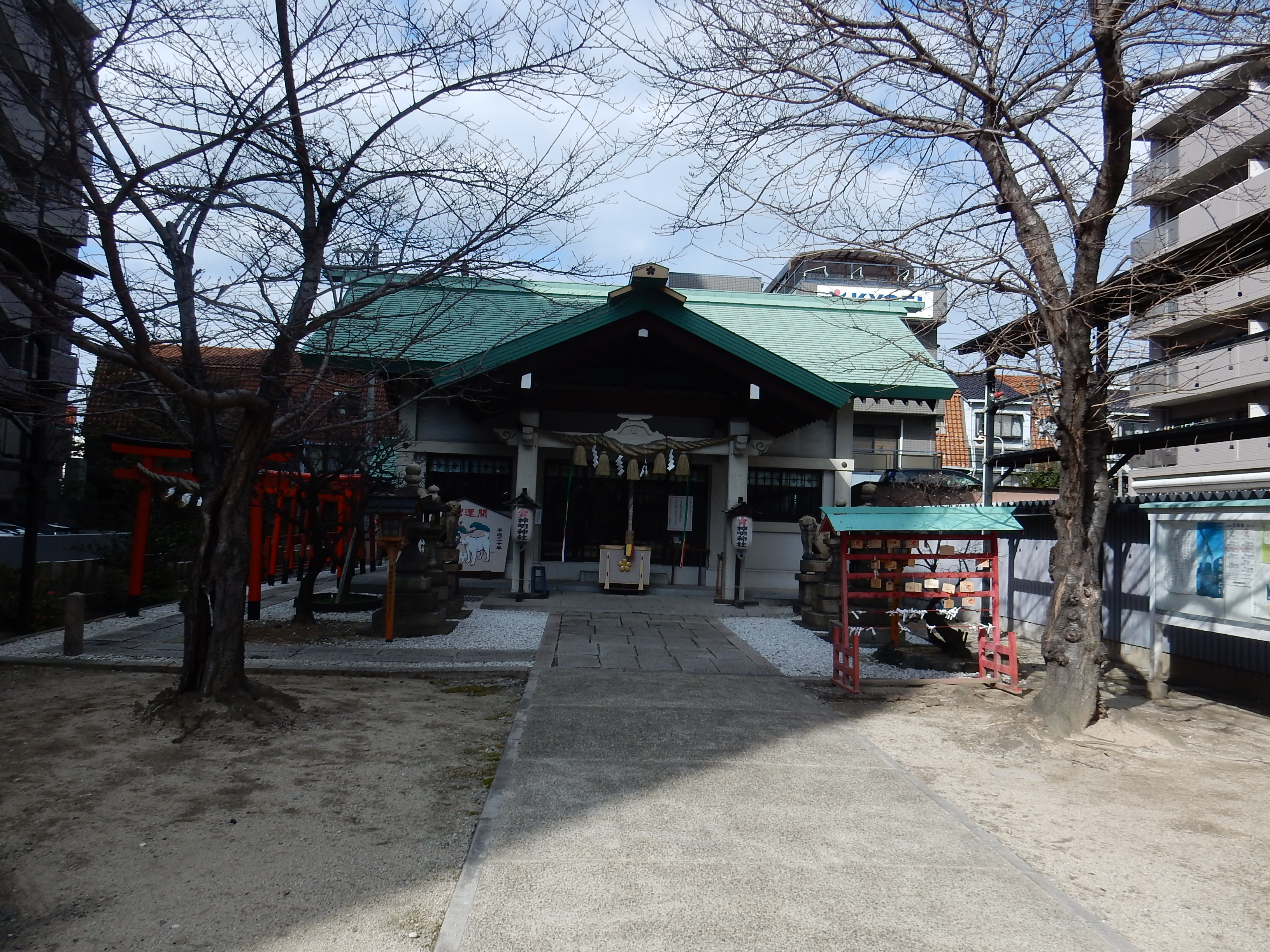
本殿